# My Universe
«My Universe» —en español: Mi Universo— es una canción grabada por la banda de rock británica Coldplay en colaboración con la banda de K pop BTS.
Fue lanzada el 24 de septiembre de 2021 a través de Parlophone y Atlantic Records como el segundo sencillo del noveno álbum de estudio de Coldplay, Music of the Spheres.

## Antecedentes
El nombre de la canción se anunció por primera vez con el resto de pistas de Music of the Spheres en julio de 2021; no obstante, no se mencionó que BTS fuera a participar en el disco. Posteriormente, un fragmento del tema se incluyó en un tráiler llamado «Overtura», aunque se omitió cualquier evidencia sobre la colaboración con el grupo. Finalmente, el 13 de septiembre de 2021 se reveló que «My Universe» era una colaboración entre Coldplay y BTS. El anuncio se hizo mediante un mensaje codificado que se publicó en las cuentas de Alien Radio FM de Coldplay en redes sociales. Tras el lanzamiento del video musical de «Permission to Dance» a inicios de julio de 2021, ambos grupos grabaron un episodio de la serie Released de YouTube, en el que Chris Martin entrevistó a BTS sobre su inspiración para realizar el reto «#PermissionToDance Challenge». Sin embargo, las especulaciones sobre una colaboración entre los grupos empezaron desde febrero de 2021, después de que BTS realizó un cover de «Fix You» en MTV Unplugged.

## Reconocimientos
| Año  | Premios                      | Categoría                                         | Resultado | Ref.   |
| ---- | ---------------------------- | ------------------------------------------------- | --------- | ------ |
| 2021 | E! People's Choice Awards    | El video musical de 2021                          | Nominado  | [ 9 ]  |
| 2021 | Melon Music Awards           | Mejor colaboración                                | Ganador   | [ 10 ] |
| 2021 | Mnet Asian Music Awards      | Canción del año                                   | Nominado  | [ 11 ] |
| 2021 | Mnet Asian Music Awards      | Mejor colaboración                                | Nominado  | [ 11 ] |
| 2021 | MTV Video Music Awards Japan | Mejor video de colaboración                       | Ganador   | [ 12 ] |
| 2021 | MTV Video Music Awards Japan | Mejor video del año                               | Nominado  | [ 13 ] |
| 2021 | NRJ Awards                   | Colaboración internacional del año                | Ganador   | [ 14 ] |
| 2022 | Art Directors Guild Awards   | Formato corto – Serie web o video musical         | Nominado  | [ 15 ] |
| 2022 | Billboard Music Awards       | Mejor canción de rock                             | Nominado  | [ 16 ] |
| 2022 | GAFFA Awards Sweden (Priset) | Mejor canción extranjera                          | Nominado  | [ 17 ] |
| 2022 | Gaon Chart Music Awards      | Canción del año - septiembre                      | Ganador   | [ 18 ] |
| 2022 | Japan Gold Disc Awards       | Canción del año por descargas (Música Occidental) | Ganador   | [ 19 ] |
| 2022 | NME Awards                   | Mejor colaboración                                | Nominado  | [ 20 ] |

| Premio                  | Fecha                   | Ref.   |
| ----------------------- | ----------------------- | ------ |
| Weekly Popularity Award | 4 de octubre de 2021    | [ 21 ] |
| Weekly Popularity Award | 11 de octubre de 2021   | [ 21 ] |
| Weekly Popularity Award | 18 de octubre de 2021   | [ 21 ] |
| Weekly Popularity Award | 29 de noviembre de 2021 | [ 21 ] |
| Weekly Popularity Award | 6 de diciembre de 2021  | [ 21 ] |

## Lista de canciones
| Descarga digital |                                  |          |  |
| N.º              | Título                           | Duración |  |
| 1.               | «My Universe»                    | 3:48     |  |
| 2.               | «My Universe» (Supernova 7 Mix)  | 4:40     |  |
| 3.               | «My Universe» (Acoustic Version) | 3:44     |  |
| 12:08            |                                  |          |  |

| Sencillo en CD |                              |          |  |
| N.º            | Título                       | Duración |  |
| 1.             | «My Universe»                | 3:48     |  |
| 2.             | «My Universe» (Instrumental) | 3:47     |  |
| 07:35          |                              |          |  |

My Universe (SUGA's Remix)

## Posicionamiento en listas

### Semanales
| Lista (2021)                           | Mejor posición |
| -------------------------------------- | -------------- |
| Argentina (Argentina Hot 100)          | 46             |
| Argentina (Argentina Anglo Airplay)    | 1              |
| Alemania (Official German Charts)      | 13             |
| Australia (ARIA)                       | 7              |
| Canadá (Hot 100)                       | 9              |
| Corea del Sur (Gaon)                   | 2              |
| Ecuador (Monitor Latino)               | 20             |
| España (Top 100 Canciones Promusicae)  | 63             |
| España (Top 50 Radios Promusicae)      | 3              |
| Estados Unidos (Billboard Hot 100)     | 1              |
| Estados Unidos (Rolling Stone Top 100) | 1              |
| Global 200 (Billboard)                 | 1              |
| Global Excl. U.S. (Billboard)          | 1              |
| Irlanda (IRMA)                         | 15             |
| Italia (FIMI)                          | 41             |
| Japón (Japan Hot 100)                  | 3              |
| Japón (Oricon Combined Singles)        | 11             |
| México (Top Streaming Semanal)         | 5              |
| México (Billboard Mexico Airplay)      | 2              |
| Nueva Zelanda (Recorded Music NZ)      | 19             |
| Reino Unido (OCC)                      | 3              |
| Suecia (Sverigetopplistan)             | 19             |
| Suiza (Schweizer Hitparade)            | 11             |

## Certificaciones y ventas
| País (organismo certificador) | Certificación | Unidades certificadas/Ventas |
| ----------------------------- | ------------- | ---------------------------- |
| Estados Unidos (RIAA)         | Platino       | 1 Millón                     |
| Austria (IFPI Austria)        | Platino       | 30 000                       |
| Canadá (MC)                   | Platino       | 80 000                       |
| Dinamarca (IFPI Dinamarca)    | Platino       | 90 000                       |
| España (PROMUSICAE)           | 2x Platino    | 120 000                      |
| Italia (FIMI)                 | 2x Platino    | 200 000                      |
| Portugal (AFP)                | 2x Platino    | 20 000                       |
| Reino Unido (BPI)             | Platino       | 600 000                      |
| Australia (ARIA)              | Platino       | 70 000                       |